# Philologia sacra
Als Philologia sacra (lateinisch für: „heilige Sprachkunde“) wird die in der Frühen Neuzeit von christlichen Gelehrten betriebene Beschäftigung mit der hebräischen Sprache bezeichnet. Den Begriff prägte Salomo Glassius mit seinem fünfbändigen Werk Philologia sacra (1623/36), einer noch bis ins 19. Jahrhundert rezipierten biblischen Enzyklopädie. Philologia sacra wird heute schlagwortartig für eine „Verbindung zwischen linguistischer Sprachkenntnis, Textorientiertheit und theologischer Einbettung“ gebraucht, wie sie für christliche Theologen vom 16. bis ins 18. Jahrhundert kennzeichnend ist, vor allem im lutherischen und reformierten Raum.

## Grundlagen in Spätantike und frühem Mittelalter
Die antike jüdische Bevölkerung Palästinas war mehrsprachig. Im Hellenismus verdrängte eine aramäisch-griechische Zweisprachigkeit das Hebräische aus vielen Bereichen des Alltags; es behauptete sich aber in religiösen Kontexten. Im Zusammenhang mit nationalen Selbständigkeitsbestrebungen (Makkabäeraufstand, Jüdischer Krieg, Bar-Kochba-Aufstand) griffen die Aufständischen auf das Hebräische auch als Verwaltungssprache zurück. Die Grenze zwischen Hebräisch und Aramäisch wurde unscharf. Die Kreuzesinschrift, die nach Joh 19,20  „in hebräischer, lateinischer und griechischer Sprache“ das Todesurteil über Jesus von Nazareth begründete, ist (wahrscheinlich) ein Beispiel für die Verwechslung von Hebräisch und Aramäisch in einem frühchristlichen Kontext, wurde aber später zum biblischen Bezugspunkt für die Rede von drei heiligen Sprachen Hebräisch, Griechisch und Lateinisch.
Spätantike christliche Theologen befassten sich mit Sprachphilosophie, wobei bestimmte Bibelstellen von zentraler Bedeutung waren:
- Gen 1,1–31 LUT und Joh 1,1–18 LUT: Weltschöpfung durch das Wort Gottes;
- Gen 2,19–20 LUT: Benennung aller Lebewesen durch den Urmenschen Adam;
- Gen 11,1–9 LUT: Turmbau zu Babel und Sprachverwirrung;
- Apg 2,1–13 LUT: Pfingstwunder.

Im Rahmen solcher Erörterungen wurde das Hebräische als Sprache der göttlichen Offenbarung und Ursprache der Menschheit bezeichnet, ohne dass aus dieser Hochschätzung des Hebräischen ein größeres Interesse am Hebräischlernen erwachsen wäre.
Im Frühen Mittelalter wurde die Grammatik des biblischen Hebräisch von jüdischen Gelehrten erstmals systematisch erfasst; hierbei kamen mehrere Impulse zusammen: die Textsicherung der Masoreten, die Auseinandersetzung der Rabbinen mit der Kritik von Karäern und die Werke muslimischer Gelehrter über die arabische Sprache. Saadja Gaon verfasste im frühen 10. Jahrhundert die erste „systematische Besprechung des Biblisch-Hebräischen mithilfe der Loci der arabischen Grammatiktradition“ in arabischer Sprache (Kutub al-Lugah).

## Aufblühen der Hebraistik in der Reformationszeit
Die Kontaktzone zwischen jüdischen Philologen und christlichen Hebräischinteressenten war im späten 15., frühen 16. Jahrhundert Italien, genauer wohl Florenz. Renaissance und Humanismus belebten das Interesse am Sprachenstudium. Zwei Hauptwerke, die beide die lateinische Schulgrammatik als Grundlage nahmen, ermöglichten Anfang des 16. Jahrhunderts vielen Humanisten, sich im Selbststudium elementare Hebräischkenntnisse anzueignen:
- Conrad Pellican: De modo legendi et intelligendi Hebraeum (1501), veröffentlicht unter dem Titel Grammatica hebraea in: Gregor Reisch: Margarita philosophica (1504),
- Johannes Reuchlin: De rudimentis Hebraicis (1506).

Durch den Buchdruck waren hebräische Bibeln, Grammatiken und Wörterbücher viel leichter zugänglich als zuvor. Hebraistik-Lehrstühle wurden an vielen Universitäten neu eingerichtet: unter anderem an den Universitäten Alcalá (1512), Leuven (1517), Wittenberg (1518), Leipzig (1519), Rom (1524), Paris (1530), Oxford und Cambridge (1540). Das protestantische Schriftprinzip (Sola scriptura) gab dem Hebräischunterricht zusätzlich Schub. Während im 16./17. Jahrhundert sechzehn protestantische Universitäten über 90 oder mehr Jahre Hebräisch anboten, erreichten nur sieben römisch-katholische Universitäten diese Kontinuität. Hier fällt das große Engagement des Jesuitenordens nach 1530 auf. Neben dem Humanismus war auch der im 16. Jahrhundert weit verbreitete Antijudaismus eine Triebfeder für das Hebräischstudium; christliche Theologen lernten Hebräisch, um erfolgreicher Judenmission betreiben zu können. Als Professoren sowie als private Tutoren und Sprachlehrer beteiligten sich Konvertiten und jüdische Gelehrte am Wissenstransfer.
Zeitgleich gewannen Volkssprachen wie das Frühneuhochdeutsche auf Kosten der Bildungssprache Latein an Prestige, und es war daher nötig, Altgriechisch und Hebräisch im Wettstreit der Sprachen zu profilieren. Hebraisten warben deshalb mit Festreden (orationes) für ihr Fach. Beispielsweise führte Georg Witzel an, dass Gott sich für seine Selbstoffenbarung dieser Sprache bedient habe (vgl. Ex 3,14 ); Jesus Christus habe Hebräisch, nicht etwa Aramäisch gesprochen. Daher sei es notwendig, das auf Hebräisch offenbarte Evangelium auch in dieser Sprache zu studieren. Witzel und andere Lobredner der Hebraistik setzten sich mit dem Einwand auseinander, Hebräisch sei schwierig und unverständlich. Im Gegenteil, wegen des Fehlens von Deklinationen wie im Lateinischen und Griechischen sei Hebräisch simpel. Die Wortbildung war zwar fremdartig, da man sie vom Lateinischen aus zu erfassen versuchte. Aber in der Dreizahl der Wurzelkonsonanten konnte man die Trinität abgebildet sehen – auf solchen Beobachtungen baute die christliche Kabbala auf. Dieses „Wurzelprinzip“, dass im Kern der Ursprache kleine bedeutungstragende Einheiten existieren, mit denen durch bestimmte Abwandlungen alles Sagbare ausgedrückt werden kann, und umgekehrt: dass komplizierte sprachliche Gebilde sich in solche Einheiten auflösen lassen, war ein „Faszinosum“ des Hebräischen.

## Kennzeichen derPhilologia sacra
Als Philologia sacra im engeren Sinn bezeichnet man die enge Verbindung, die Hebräischunterricht und christliche Theologie in der altprotestantischen Orthodoxie eingingen; tatsächlich war diese frühneuzeitliche, christlich motivierte Hebraistik aber nicht auf Lutheraner und Reformierte begrenzt, sondern hatte auch römisch-katholische Vertreter oder Gelehrte, die sich einer konfessionellen Zuordnung entziehen. Gemeinsame Grundannahmen sind:
- Hebräisch ist die Ursprache der Menschheit, die Sprache Adams und Evas vor dem Sündenfall und daher eine perfekte Sprache. Immer, wenn Gott sich der gefallenen Menschheit wieder zuwandte, gebrauchte er das Hebräische.
- Da Adam allen Lebewesen hebräische Namen gab, besteht eine innere Verbindung zwischen den Dingen und ihren hebräischen Bezeichnungen.
- Alle Sprachen stammen vom Hebräischen als der Ursprache ab; im Wortschatz jeder Sprache lassen sich hebräische Urwörter aufzeigen.
- Orientalische Sprachen und Literaturen haben aufgrund ihrer Nähe zum Hebräischen Anteil an dessen Dignität und sollen deshalb studiert werden.

Die Hypothese der hebräischen Ursprache regte die philologische Beschäftigung mit Sprachen generell an, neben den europäischen Sprachen, die durch den Humanismus aufgewertet wurden, alle weiteren Sprachen, von denen man Kenntnis erhielt.
Die Philologia sacra spürte nicht nur hebräische Urwörter in anderen Sprachen auf und erfasste sie in Vokabellisten (so fand Conrad Gessner im Deutschen besonders viele Spuren des Hebräischen und sah beide Sprachen als eng verwandt). Der von Elias Hutter mitgeprägte Sprachvergleich der Harmonia linguarum suchte auch morphologische Ähnlichkeiten zwischen Sprachen zu erfassen. Hutter erfand mit dem cubus alphabeticus „eine lexikologisch-kombinatorische Methode, mit der man letztendlich den Wortschatz aller Sprachen auf das Hebräische zurückführen können sollte.“
Georg Cruciger verglich in einem Lexikon mit dem Titel Harmonia linguarum quatuor cardinalium den Wortschatz der „Hauptsprachen“ Hebräisch, Griechisch, Lateinisch und Deutsch miteinander. Komplizierte Lautwandel-Hypothesen sollten beispielsweise das lateinische Verb loqui „sprechen“ und das deutsche Verb lesen auf hebräisch לשׁן lašan „verleumden“ zurückführen.

## Niedergang
Mit der weltweiten Expansion europäischer Staaten wuchs das Wissen um bisher unbekannte Sprachen im 18. Jahrhundert stark an, und die Philologia sacra war außerstande, diese neuen Informationen mit ihren Werkzeugen zu erfassen. So wurde sie von einer historisch-vergleichenden Methode ersetzt, die auf eine religiöse Deutung sprachlicher Phänomene verzichtete.